# OpenH323
El proyecto OpenH323 tenía como objetivo el desarrollo de una implementación completa, de código abierto (MPL) del protocolo de Voz sobre IP H.323. El código fue escrito en C ++ y, a través del esfuerzo de desarrollo de numerosas personas alrededor del mundo, apoyó un amplio subconjunto del protocolo H.323. Desde entonces, el software se ha integrado en una serie de productos de software comercial y de código abierto.
El proyecto se dividió en dos nuevos proyectos en octubre de 2007. Cada uno de estos proyectos tiene un enfoque diferente:
- El proyecto Open Phone Abstraction Library (OPAL) continuó con el desarrollo arquitectónico de OpenH323 con el objetivo de integrar protocolos VoIP adicionales como SIP e IAX2, cambiando considerablemente la API.
- El proyecto H323Plus continuó la expansión del soporte para H.323, así como el soporte existente para aplicaciones OpenH323

## Historia
El trabajo inicial comenzó en OpenH323 en 1998, aunque la biblioteca subyacente (entonces llamada PWLib, ahora llamada PTLib) había existido desde 1992. Este trabajo se realizó bajo la dirección de una empresa australiana llamada Equivalencia Pty Ltd, creada por dos desarrolladores, Craig Southeren y Robert Jongbloed.
Tanto PWLib como OpenH323 fueron liberados como software de código abierto bajo licencia MPL a finales de 1998, y el nombre de dominio openh323.org fue registrado por primera vez en ese momento. El código fue distribuido a través de un servidor privado en ese dominio. La codificación de un derivado de OpenH323 (Open Phone Abstraction Library u OPAL) se inició a finales de 1999 y se publicó bajo la misma licencia y desde el mismo sitio web y repositorio CVS.
A principios de 2000, Robert y Craig vendieron Equivalencia Pty Ltd y los derechos sobre el nombre de dominio openh323.org a una empresa estadounidense llamada Quicknet Technologies Inc. También fueron contratados por Quicknet para apoyar OpenH323 y desarrollar el software asociado. El CVS OpenH323 y la lista de correo se trasladaron a un nuevo servidor administrado por Quicknet.
OpenH323 CVS fue trasladado a SourceForge en mayo de 2003. Robert y Craig dejaron de trabajar con Quicknet en junio de 2003. En octubre de 2007, PWLib fue renombrado a PTLib. Los repositorios OPAL y PTLib migraron a Subversión y el mantenimiento de estas bases de código se trasladó al proyecto SourceForge opalvoip. Una bifurcación de OpenH323 llamada H323Plus fue creada al mismo tiempo y se trasladó al proyecto SourceForge H323Plus.
No hay ningún desarrollo conocido actualmente activo en la base de código OpenH323.

## Proyectos relacionados
- GNU gatekeeper